# Fernando Guillén Cuervo
 (décembre 2022).
La mise en forme du texte ne suit pas les recommandations de Wikipédia : il faut le « wikifier ».
Les points d'amélioration suivants sont les cas les plus fréquents. Le détail des points à revoir est peut-être précisé sur la page de discussion.
- Les titres sont pré-formatés par le logiciel. Ils ne sont ni en capitales, ni en gras.
- Le texte ne doit pas être écrit en capitales (les noms de famille non plus), ni en gras, ni en italique, ni en « petit »…
- Le gras n'est utilisé que pour surligner le titre de l'article dans l'introduction, une seule fois.
- L'italique est rarement utilisé : mots en langue étrangère, titres d'œuvres, noms de bateaux, etc.
- Les citations ne sont pas en italique mais en corps de texte normal. Elles sont entourées par des guillemets français : « et ».
- Les listes à puces sont à éviter, des paragraphes rédigés étant largement préférés. Les tableaux sont à réserver à la présentation de données structurées (résultats, etc.).
- Les appels de note de bas de page (petits chiffres en exposant, introduits par l'outil «  Source ») sont à placer entre la fin de phrase et le point final[comme ça].
- Les liens internes (vers d'autres articles de Wikipédia) sont à choisir avec parcimonie. Créez des liens vers des articles approfondissant le sujet. Les termes génériques sans rapport avec le sujet sont à éviter, ainsi que les répétitions de liens vers un même terme.
- Les liens externes sont à placer uniquement dans une section « Liens externes », à la fin de l'article. Ces liens sont à choisir avec parcimonie suivant les règles définies. Si un lien sert de source à l'article, son insertion dans le texte est à faire par les notes de bas de page.
- La présentation des références doit suivre les conventions bibliographiques. Il est recommandé d'utiliser les modèles {{Ouvrage}}, {{Chapitre}}, {{Article}}, {{Lien web}} et/ou {{Bibliographie}}. Le mode d'édition visuel peut mettre en forme automatiquement les références.
- Insérer une infobox (cadre d'informations à droite) n'est pas obligatoire pour parachever la mise en page.

Pour une aide détaillée, merci de consulter Aide:Wikification.
Si vous pensez que ces points ont été résolus, vous pouvez retirer ce bandeau et améliorer la mise en forme d'un autre article.
Pour les articles homonymes, voir Guillén et Cuervo.
Fernando Guillén Cuervo, né le 11 mars 1963 à Barcelone, est un acteur de cinéma espagnol. Il est le fils de l'acteur Fernando Guillén (22 novembre 1932 -  17 janvier 2013) et de l'actrice Gemma Cuervo, sa sœur est Cayetana Guillén Cuervo.

## Filmographie
| Année | Film                                  | Réalisateur                               |
| ----- | ------------------------------------- | ----------------------------------------- |
| 2008  | Quantum of Solace                     | Marc Forster                              |
| 2006  | Días de invierno                      | Josep Durán                               |
| 2005  | Vorvik                                | José Antonio Vitoria                      |
| 2004  | Tiovivo C.1950                        | José Luis Garci                           |
| 2002  | El florido pensil                     | Juan José Porto                           |
| 2002  | L'Amant bulgare (Los novios búlgaros) | Eloy de la Iglesia                        |
| 2001  | No te fallaré                         | Manuel Ríos San Martín                    |
| 2001  | Demasiado amor                        | Ernesto Rimoch                            |
| 2001  | You´re the one                        | José Luis Garci                           |
| 2000  | Todo menos la chica                   | Jesús R. Delgado                          |
| 1999  | Año mariano                           | Karra Elejalde et Fernando Guillén Cuervo |
| 1984  | Un buen novio                         | Jesús R. Delgado                          |
| 1997  | Airbag                                | Juanma Bajo Ulloa                         |
| 1996  | Calor... y celos                      | Javier Rebollo                            |
| 1996  | Corsarios del chip                    | Rafael Alcázar                            |
| 1994  | Alsasua 1936                          | Helena Taberna                            |
| 1993  | D'une femme à l'autre                 | Charlotte Brandström                      |
| 1993  | El laberinto griego                   | Rafael Alcázar                            |
| 1993  | El amante bilingüe                    | Vicente Aranda                            |
| 1993  | Havanera 1820                         | Antonio Verdaguer                         |
| 1993  | Tres palabras                         | Antonio Giménez-Rico                      |
| 1992  | Shooting Elisabeth                    | Baz Taylor                                |
| 1992  | 1492 : Christophe Colomb              | Ridley Scott                              |
| 1990  | Boom Boom                             | Rosa Vergés                               |
| 1990  | Les Vies de Loulou                    | Bigas Luna                                |
| 1989  | El mar y el tiempo                    | Fernando Fernán Gómez                     |
| 1987  | La señora                             | Jordi Cadena                              |
| 1984  | Memorias del general Escobar          | José Luis Madrid                          |